# Acmaeodera idahoensis
Acmaeodera idahoensis är en skalbaggsart som beskrevs av Barr 1969. Acmaeodera idahoensis ingår i släktet Acmaeodera och familjen praktbaggar. Inga underarter finns listade i Catalogue of Life.